# Асоціація футболу Сумської області
Асоціація футболу Сумської області (АФСО) — керівний футбольний орган у Сумській області. Член Української асоціації футболу.
Регіональні чемпіонати та кубкові змагання офіційно проводяться з 1952 року.
Перша згадка про футбольні поєдинки простежується у 1916 році, коли місцева щоденна газета «Сумський вісник» 25 травня 1916 року опублікувала статтю про турнір або декілька товариських матчів, де місцева команда «Славія» грала проти деяких слабших місцевих команд. 1 червня 1916 року вище вказана газета опублікувала статтю про чергову гру «Славії» проти «Фенікса» з Харкова, де місцева команда перемогла з рахунком 4:3. У статті також згадувалося, що «Славія» в 1915 році виступала проти іншої харківської команди. На той час Сумської області не існувало, а її територія входила до Чернігівської та Харківської губернії.
Існує інформація, що чемпіонати з футболу проводились одразу після створення Сумської області в 1939 році. Однак недостатньо інформації про попередніх чемпіонів.

## Дочірні футбольні районні організації
- Асоціація Футболу Сумського району (АФСР)
- Асоціація Футболу Роменського району (АФРР)
- Асоціація Футболу Конотопського району (АФКР)
- Асоціація Футболу Шосткинського району (АФШР)
- Асоціація Футболу Охтирського району (АФОР)

## Обласні футбольні турніри під егідою АФСО
- Вища ліга АФСО - перший дивізіон за рівнем ієрархії чемпіонату Сумської області. Попередні назви турніру: Перша група, Чемпіонат Сумської області.
- Перша ліга АФСО - другий дивізіон за рівнем ієрархії чемпіонату Сумської області. Попередні назви турніру Друга група, Першість Сумської області.
- Кубок області.
- Суперкубок АФСО - проводиться між чемпіонами Вищої ліги та Переможцем Кубка області.
- Кубок федерації (Геннадія Свірського) - проводиться між чемпіонами Вищої та Першої ліг проводиться матч Кубок федерації (з 2018 року носить ім'я президента ФК «Агробізнес TSK» Геннадія Свірського, який пішов з життя дев'ятого квітня цього року).
- Fomenco Cup (Михайла Фоменка).
- Кубок на честь ЗСУ.
- Зимовий чемпіонат області.
- Кубок голови ОДА - до 2013 року за даний трофей боролися дві кращі професійні команди та дві кращі аматорські команди області. З 2015-2017 роках було змінено формат. В турніні грали кращі колективи районних чемпіонатів.
- Кубок регіонів - проводиться з 2018 року. В турніні грали кращі команди районів Сумської області.
- Чемпіонат ОО ФСТ «Колос»[3].
- Кубок ОО ФСТ «Колос»[3].

## Попередні чемпіони (Чемпіонату/ Вищої ліги/ Першої групи)
| - 1952 «Машинобудівник» (Суми) (1) - 1953 «Торпедо» (Суми) (1) - 1954 «Торпедо» (Суми) (2) - 1955 «Хімік» (Шостка) (1) - 1956 «Насосник» (Суми) (1) - 1957 «Буревісник» (Шостка) (1) - 1958 «Насосник» (Суми) (2) - 1959 «Авангард» (Шостка) (1) - 1960 «Авангард» (Конотоп) (1) - 1961 «Екран» (Шостка) (1) - 1962 СВАДКУ (Суми) (1) - 1963 «Торпедо» (Суми) (3) - 1964 «Електрон» (Ромни) (1) - 1965 «Екран» (Шостка) (2) - 1966 «Харчовик» (Суми) (1) - 1967 «Харчовик» (Суми) (2) - 1968 «Шахтар» (Конотоп) (1) - 1969 «Харчовик» (Суми) (3) - 1970 СВАДКУ (Суми) (2) | - 1971 «Фрунзенець» (Суми) (1) - 1972 «Фрунзенець» (Суми) (2) - 1973 «Фрунзенець» (Суми) (3) - 1974 «Свема» (Шостка) (1) - 1975 «Фрунзенець» (Суми) (4) - 1976 «Електрон» (Ромни) (2) - 1977 «Фрунзенець» (Суми) (5) - 1978 «Фрунзенець» (Суми) (6) - 1979 «Фрунзенець» (Суми) (7) - 1980 «Фрунзенець» (Суми) (8) - 1981 «Фрунзенець» (Суми) (9) - 1982 «Ливарник» (Суми) (1) - 1983 «Спартак» (Охтирка) (1) - 1984 «Явір» (Краснопілля) (1) - 1985 «Фрунзенець» (Суми) (10) - 1986 «Автомобіліст» (Суми) (1) - 1987 «Фрунзенець» (Суми) (11) - 1988 «Маяк» (Суми) (1) - 1989 «Фрунзенець» (Суми) (12) | - 1990 «Автомобіліст» (Суми) (2) - 1991 «Вікторія» (Лебедин) (1) - 1992 «Сирзавод» (Глухів) (1) - 1993 «Спартак» (Охтирка) (2) - 1994 «Свема» (Шостка) (2) - 1995 «Шостка» (3) - 1995-96 «Електрон» (Ромни) (3) - 1996-97 «Харчовик» (Попівка) (1) - 1997-98 «Нафтовик-2» (Охтирка) (1) - 1998-99 «Фрунзенець» (Суми) (13) - 2000 «Електрон-2» (Ромни) (1) - 2001 «Шахтар» (Конотоп) (2) - 2002 «Нафтовик-2» (Охтирка) (2) - 2003 «Нафтовик-2» (Охтирка) (3) - 2004 «Шахтар» (Конотоп) (3) - 2005 «Нафтовик-2» (Охтирка) (4) - 2006 «Шахтар» (Конотоп) (4) - 2007 «Шахтар» (Конотоп) (5) - 2008 «Нафтовик-2» (Охтирка) (5) | - 2009 «Шахтар» (Конотоп) (6) - 2010 ОНПР–Укрнафта (Охтирка) (6) - 2011 «Дружба» (1) - 2012 «Шахтар» (Конотоп) (7) - 2013 ОНПР–Укрнафта (Охтирка) (7) - 2014 «Агробізнес TSK» (Ромни) (1) - 2015 «Агробізнес TSK» (Ромни) (2) - 2016 «Агробізнес TSK» (Ромни) (3) - 2017 «Агробізнес TSK» (Ромни) (4) - 2018 «Альянс» (Липова Долина) (1) - 2019 «LS Group» (Верхня Сировотка) (1) - 2020 «Тростянець» (Тростянець) (1) - 2021 «Велетень» (Глухів) (1) - 2022 «Нафтовик» (Охтирка) (1) - 2023 «Нафтовик» (Охтирка) (2) |

### Найтитулованіші клуби
- 13 – «Фрунзенець» (Суми)
- 9 – ОНПР–Укрнафта / Нафтовик-2 (Охтирка) / «Нафтовик»
- 7 – «Шахтар» (Конотоп)
- 4 – «Електрон» (Ромни) (включаючи «Електрон-2»)
- 4 – «Агробізнес TSK» (Ромни)
- 3 – 3 клуби («Торпедо», «Харчовик» (Суми), «Свема» (Шостка))
- 2 – 6 клубів («Насосник», «Екран», СВАДКУ, «Автомобіліст» (Суми), «Спартак» (Охтирка), LS Group» (Верхня Сировотка))
- 1 – 15 клубів

## Переможці обласних турнірів ураховуючи з 2000 року
До 2017 року головною футбольною структурою футбольних обласних змагань була Федерація футболу Сумської області (ФФСО)
| Сезон | Чемпіонат області         | Першість області             | Чемпіонат ФСТ «Колос» | Кубок області               | Суперкубок області        | Кубок голови ОДА              | Кубок голови ОДА серед сільських команд | Кубок ФСТ «Колос»      |
| ----- | ------------------------- | ---------------------------- | --------------------- | --------------------------- | ------------------------- | ----------------------------- | --------------------------------------- | ---------------------- |
| 2000  | «Електрон-2» (Ромни)      |                              |                       | «Нафтовик-2» (Охтирка)      |                           |                               |                                         |                        |
| 2001  | «Шахтар» (Конотоп)        |                              |                       | «Фрунзенець-Ліга-99» (Суми) |                           | «Нафтовик-Укрнафта» (Охтирка) |                                         |                        |
| 2002  | «Нафтовик-2» (Охтирка)    |                              |                       | «Шахтар» (Конотоп)          |                           |                               | «Зб. Глухівського р-н.»                 |                        |
| 2003  | «Нафтовик-2» (Охтирка)    |                              |                       | «Шахтар» (Конотоп)          |                           |                               |                                         |                        |
| 2004  | «Шахтар» (Конотоп)        |                              |                       | «Шахтар» (Конотоп)          |                           | «Спартак» (Суми)              |                                         |                        |
| 2005  | «Нафтовик-2» (Охтирка)    |                              |                       | «Нафтовик-2» (Охтирка)      |                           |                               |                                         |                        |
| 2006  | «Шахтар» (Конотоп)        | «Харчовик» (Попівка)         |                       | «Автолюкс» (Суми)           |                           |                               |                                         |                        |
| 2007  | «Шахтар» (Конотоп)        | «Іскра» (Недригайлів)        |                       | «Нафтовик-2» (Охтирка)      |                           |                               |                                         |                        |
| 2008  | «Нафтовик-2» (Охтирка)    |                              |                       | «Іскра» (Недригайлів)       |                           |                               |                                         |                        |
| 2009  | «Шахтар» (Конотоп)        | «Марафон» (Суми)             |                       | «Шахтар» (Конотоп)          |                           |                               |                                         |                        |
| 2010  | «ОНПР-Укрнафта» (Охтирка) | «Динамо-Полісся» (Суми)      | «Велетень» (Глухів)   | «Шахтар» (Конотоп)          | «Шахтар» (Конотоп)        | «Нафтовик-Укрнафта» (Охтирка) |                                         | «Авангард» (Білопілля) |
| 2011  | «Дружба» (Дружба)         | ФК «Шостка» (Шостка)         | «Альянс» (Байрак)     | «СумДУ» (Суми)              | «ОНПР-Укрнафта» (Охтирка) | «ОНПР-Укрнафта» (Охтирка)     |                                         |                        |
| 2012  | «Шахтар» (Конотоп)        | «Велетень» (Глухів)          | «Харчовик» (Попівка)  | «Шахтар» (Конотоп)          | «Шахтар» (Конотоп)        | ПФК «Суми» (Суми)             |                                         |                        |
| 2013  | «ОНПР-Укрнафта» (Охтирка) | ФК «Тростянець» (Тростянець) | «Харчовик» (Попівка)  | «Велетень» (Глухів)         | —                         | «Шахтар» (Конотоп)            |                                         |                        |
| 2014  | «Агробізнес TSK» (Ромни)  | —                            | «Явір» (Краснопілля)  | «Агробізнес TSK» (Ромни)    | «Агробізнес TSK» (Ромни)  | —                             |                                         |                        |

- У 2015 році в проведенні турнірів ФФСО відбулися зміни:

1. Кубок Федерації розігрували дві кращі професійні команди та дві кращі аматорські команди області.
2. Кубок голови ОДА серед переможців районів розігрують кращі команди районів

| Сезон | Чемпіонат області (І група) | Першість області (ІІ група) | Кубок області            | Суперкубок області       | Суперкубок Федерації     | Кубок М. Фоменка        | Кубок голови ОДА серед переможців районів |
| ----- | --------------------------- | --------------------------- | ------------------------ | ------------------------ | ------------------------ | ----------------------- | ----------------------------------------- |
| 2015  | «Агробізнес TSK» (Ромни)    | «Локомотив» (Конотоп)       | «Агробізнес TSK» (Ромни) | —                        | «Агробізнес TSK» (Ромни) | —                       | «Супутник» (Степанівка)                   |
| 2016  | «Агробізнес TSK» (Ромни)    | «Альянс» (Липова Долина)    | «Велетень» (Глухів)      | «Агробізнес TSK» (Ромни) | —                        | —                       | «Супутник» (Степанівка)                   |
| 2017  | «Агробізнес TSK» (Ромни)    | «Україна-Токарі» (Токарі)   | «Агробізнес TSK» (Ромни) | «Агробізнес TSK» (Ромни) | «Агробізнес TSK» (Ромни) | «Колос» (Северинівська) | —                                         |

- У 2018 році головною футбольною структурою футбольних обласних змагань стала «Асоціація футболу Сумської області» (АФСО):

1. Чемпіонат області отримав нову назву - Чемпіонат області (Вища ліга).
2. Першість області отримала нову назву - Чемпіонат області (Перша ліга).
3. Суперкубок федерації ФФСО отримав нову назву - Кубок Ггенадія Свірського.
| Сезон | Чемпіонат (Вища ліга)                  | Чемпіонат (Перша ліга)          | Кубок області                  | Суперкубок області              | Кубок Г. Свірського (Суперкубок АФСО) | Кубок М. Фоменка                | Кубок на честь ЗСУ              | Кубок регіонів ФФСО             |
| ----- | -------------------------------------- | ------------------------------- | ------------------------------ | ------------------------------- | ------------------------------------- | ------------------------------- | ------------------------------- | ------------------------------- |
| 2018  | «Альянс» (Липова Долина)               | «Колос» (Северинівська)         | «LS Group» (В. Сироватка)      | «Агробізнес TSK» (Ромни)        | «Агробізнес TSK» (Ромни)              | —                               | —                               | «LS Group» (В. Сироватка)       |
| 2019  | «LS Group» (В. Сироватка)              | «Колос» (Северинівська)         | ФК «Тростянець-2» (Тростянець) | «Альянс» (Липова Долина)        | «Альянс» (Липова Долина)              | —                               | —                               | —                               |
| 2020  | ФК «Тростянець»[джерело?] (Тростянець) | «Аграрник-Авангард» (Білопілля) | ФК «Тростянець» (Тростянець)   | ФК «Суми» (Суми)                | ФК «Суми» (Суми)                      | —                               | —                               | —                               |
| 2021  | «Велетень» (Глухів)                    | ФК «Колос» (Шостка)             | «Нафтовик» (Охтирка)           | ФК «Тростянець»                 | ФК «Тростянець» (Тростянець)          | «Альянс» (Липова Долина)        | —                               | —                               |
| 2022  | «Нафтовик» (Охтирка)                   | «Аграрник-Авангард» (Білопілля) | «Нафтовик» (Охтирка)           | «Нафтовик» (Охтирка)            | «Велетень» (Глухів)                   | —                               | «Україна» (Токарі)              | «Україна» (Токарі)              |
| 2023  | «Нафтовик» (Охтирка)                   | ФК «Колос» (Шостка)             | «Нафтовик» (Охтирка)           | «Нафтовик» (Охтирка)            | «Аграрник-Авангард» (Білопілля)       | «Аграрник-Авангард» (Білопілля) | «Україна» (Токарі)              | «Україна» (Токарі)              |
| 2024  | «Україна» (Токарі)                     | —                               | «Україна» (Токарі)             | «Аграрник-Авангард» (Білопілля) | —                                     | —                               | «Велетень» (Глухів)             | «Велетень» (Глухів)             |
| 2025  |                                        | —                               | «Україна» (Токарі)             | «Україна» (Токарі)              |                                       |                                 | «Аграрник-Авангард» (Білопілля) | «Аграрник-Авангард» (Білопілля) |